# Воямпільський (вулкан)
Воя́мпільський — щитовий вулкан, що розташований на півночі Камчатки. Складається з двох щитів: Воямпільський та Кокчана. Щит Воямпільський найвищий, а річки щита Какчана розташовані поблизу вулкана. Висота - 1103 м.
1. ↑  Voyampolsky. Global Volcanism Program. Smithsonian Institution.